# Wasken Sarkissjan

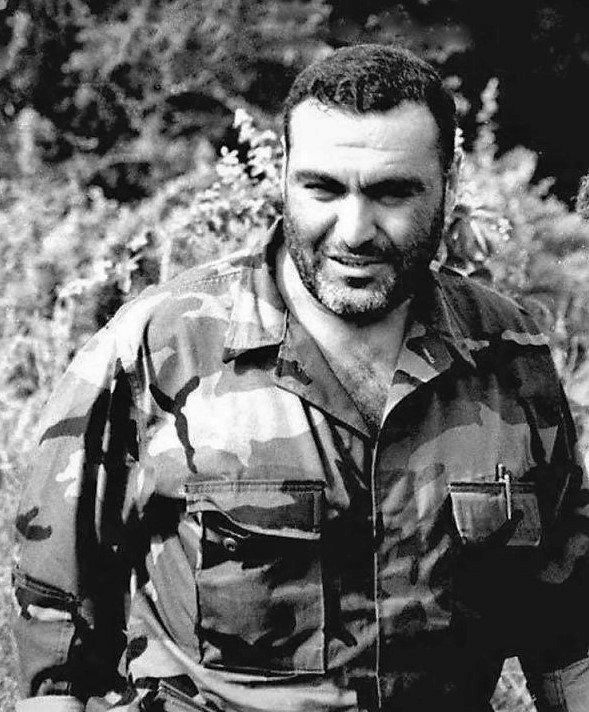
Wasken Sarkissjan

Wasken Sarkissjan (armenisch Վազգեն Սարգսյան Wasken Sargsjan, in wissenschaftlicher Transliteration Vazgen Sargsyan; * 5. März 1959 in Ararat, Armenische SSR; † 27. Oktober 1999 in Jerewan) war von 1992 bis 1997 Verteidigungsminister und vom 11. Juni 1999 bis zu seiner Ermordung Premierminister Armeniens für die Republikanische Partei.

## Leben
Wasken Sarkissjan arbeitete nach dem Abschluss seines Studiums 1979 als Sportlehrer in seiner Heimatstadt. Von 1983 bis 1986 war er auch für den Komsomol tätig. Danach arbeitete Sarkissjan, der in seiner Freizeit auch Gedichte schrieb, bis 1989 in der Werbeabteilung der monatlich erscheinenden Literaturzeitschrift Garun (Գարուն, zu deutsch Frühling).
Seit Mitte der 1980er Jahre engagierte er sich in der neu erwachten armenischen Nationalbewegung. Ein wichtiges Ziel war die Loslösung des mehrheitlich armenisch besiedelten Gebiets Bergkarabach von der Aserbaidschanischen SSR und die Angliederung an die Armenische SSR. 1990 fanden die ersten weitgehend freien Wahlen in der Armenischen SSR statt, bei denen Sarkissjan in den Obersten Sowjet gewählt wurde. In der Zeit von 1990 bis 1992 hielt sich Sarkissjan oft in Bergkarabach auf, wo er in paramilitärischen Einheiten gegen sowjetische und aserbaidschanische Truppen kämpfte. 1992 bis 1997 (mit einer kurzen Unterbrechung 1995) war er Verteidigungsminister. Während der Regierungskrise im Februar 1997 unterstützte er den damaligen Premierminister und zukünftigen Präsidenten Robert Kotscharjan. Vom 11. Juni 1999 bis zum 27. Oktober 1999 war er Premierminister. Er starb bei einem Attentat. Bewaffnete Männer stürmten die armenische Nationalversammlung und erschossen neben Sarkissjan auch den Parlamentspräsidenten Karen Demirtschjan und weitere Minister und einfache Abgeordnete. Die Hintergründe des Attentates sind bis heute nicht vollständig geklärt.
Nächster Premierminister wurde sein Bruder Aram Sarkissjan. Sarkissjan ist auf dem Militärfriedhof von Jerablur beerdigt.

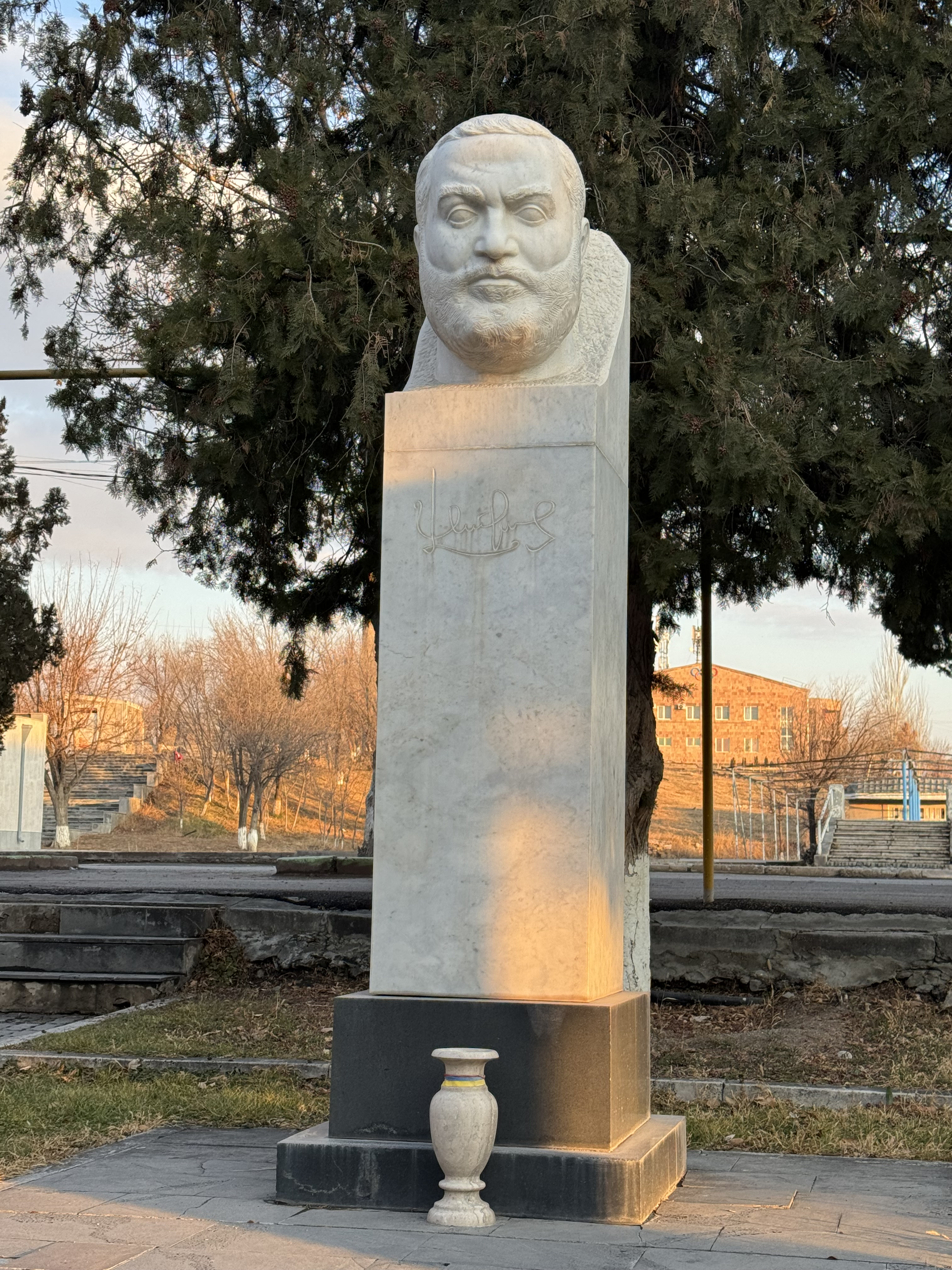
Wasken Sarkissjan Denkmahl in Vedi (Armenien)

## Ehrungen
- Noch 1999 wurde das Wasken Sarkissjan Republikanische Stadion in Jerewan nach ihm benannt.
- Die 2000 gegründete Wasken-Sarkissjan-Militäruniversität (armenisch Վազգեն Սարգսյանի անվան ռազմական համալսարան) in Jerewan trägt seinen Namen.
- Nach Wasken Sarkissjan wurden Straßen in Jerewan, Stepanakert, Stepanawan und Mrgawet benannt.